# تيد سافاج (منافس ألعاب قوى)
تيد سافاج هو منافس ألعاب قوى كندي، ولد في 15 يناير 1887، وتوفي في 2 مارس 1920.

## وصلات خارجية
- تيد سافاج على موقع أوليمبيديا (الإنجليزية)